# Libnotes apsellia
Libnotes apsellia är en tvåvingeart som först beskrevs av Alexander 1978.  Libnotes apsellia ingår i släktet Libnotes och familjen småharkrankar.
Artens utbredningsområde är Fiji. Inga underarter finns listade i Catalogue of Life.